# Homoki tinóru
A homoki tinóru (Hortiboletus bubalinus) a tinórufélék családba tartozó, Európában honos, nyárfa és hárs alatt termő, ehető gombafaj. 

## Megjelenése
A homoki tinóru kalapja 2-8 cm széles, fiatalon félgömb alakú, amely domborúvá majd közel lapossá kiterül. Színe okkerbarnás, halványbarna, vörösbarna, sárgásbarna vagy rézbarna; a széle felé általában halványabb. Felszíne kezdetben finoman bársonyos, majd száraz, sima és meglehetősen fényes lesz; nagyon finoman felrepedezhet, ilyenkor kilátszik a sárgás vagy rózsaszín hús. A kalapbőr alatt a húsban rózsásvöröses sáv látható.
Húsa viszonylag vastag, színe fehéres vagy halványsárga, sérülésre rózsás vagy kékes színűvé változik. Szaga és íze nem jellegzetes. 
Termőrétege pórusos. Színe fiatalon világossárga, majd sötét zöldessárgától barnásig vagy narancsbarnásig változik; nyomásra sérülésre sötét zöldeskék lesz. Pórusai nagyok, szabálytalanok.
Tönkje 2-6 cm magas, alakja lehet hengeres, hasas, vagy bunkós. Színe halványsárga alapon sötétsárgán-barnán csíkozott; teteje fiatalon rózsaszínnel futtatott világossárga. Idősen sötétbarnára változik.
Spórapora olívzöldes-barnás. Spórája orsó alakú, sima, mérete 11-14 x 4-6 µm.

### Hasonló fajok
A piros tinóru vagy az útszéli tinóru hasonlíthat hozzá. 

## Elterjedése és termőhelye
Európában honos. Magyarországon gyakori. 
Ligetekben, kertekben, parkokban nő nyárfa és hárs alatt. Nyártól őszig terem. 

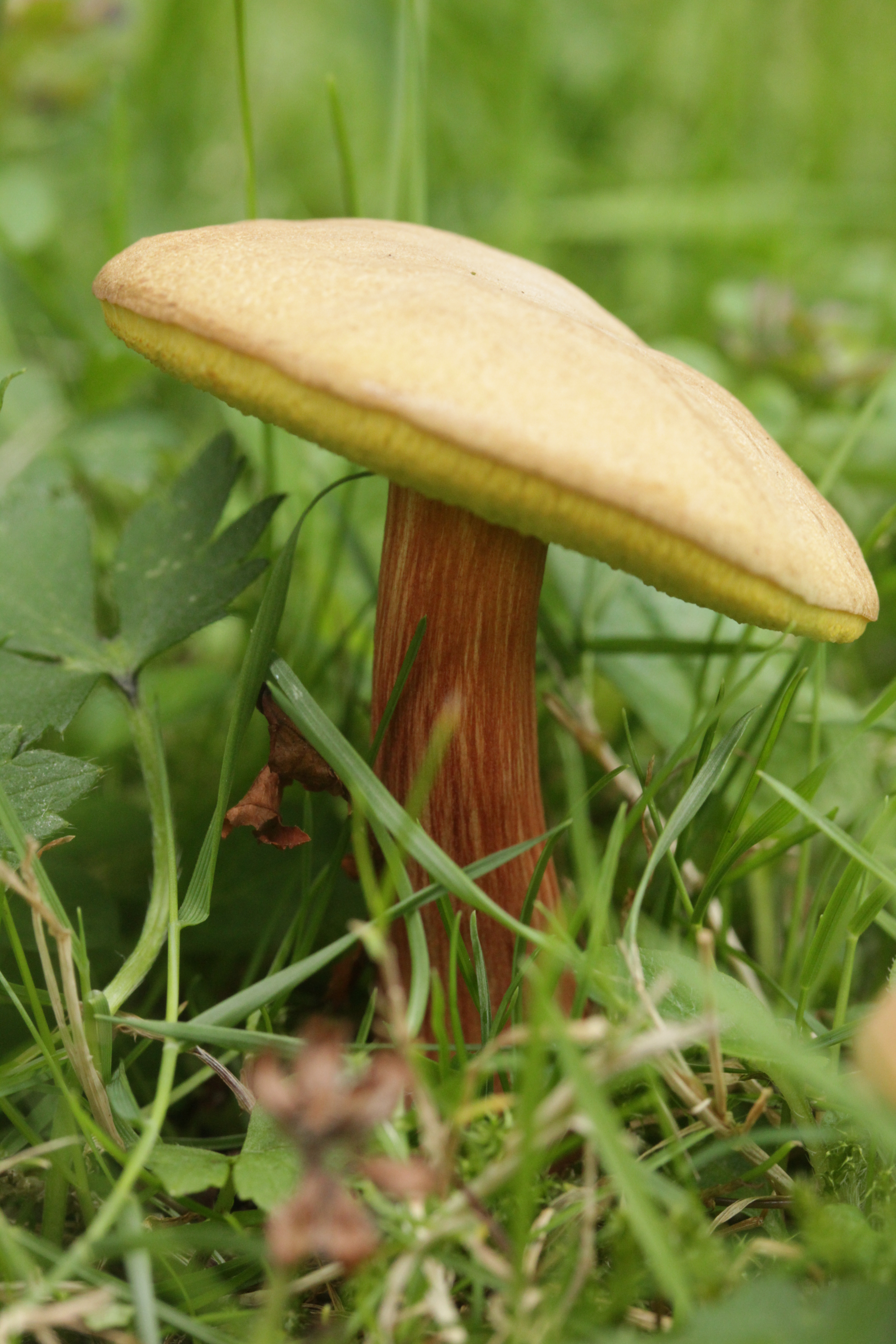
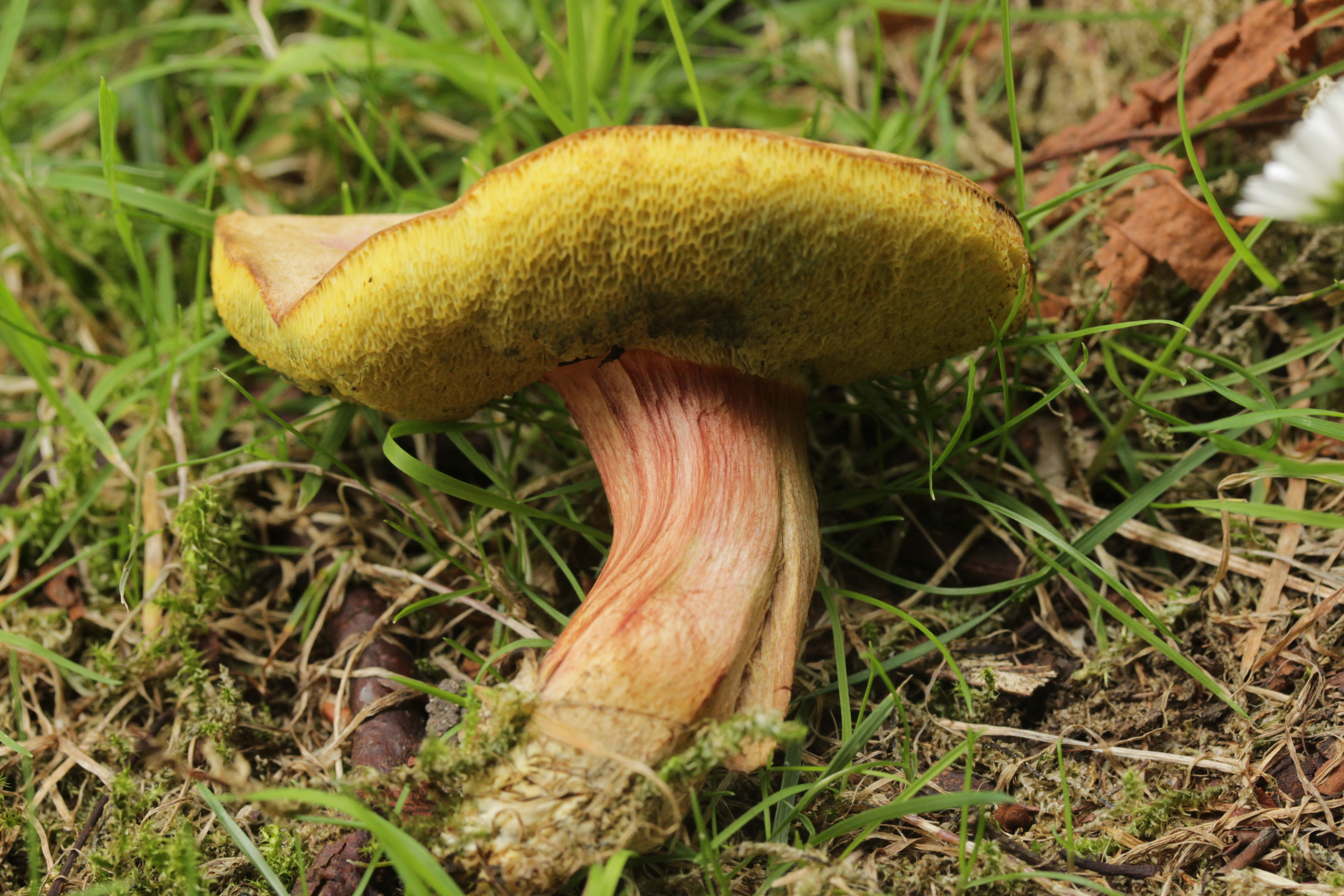
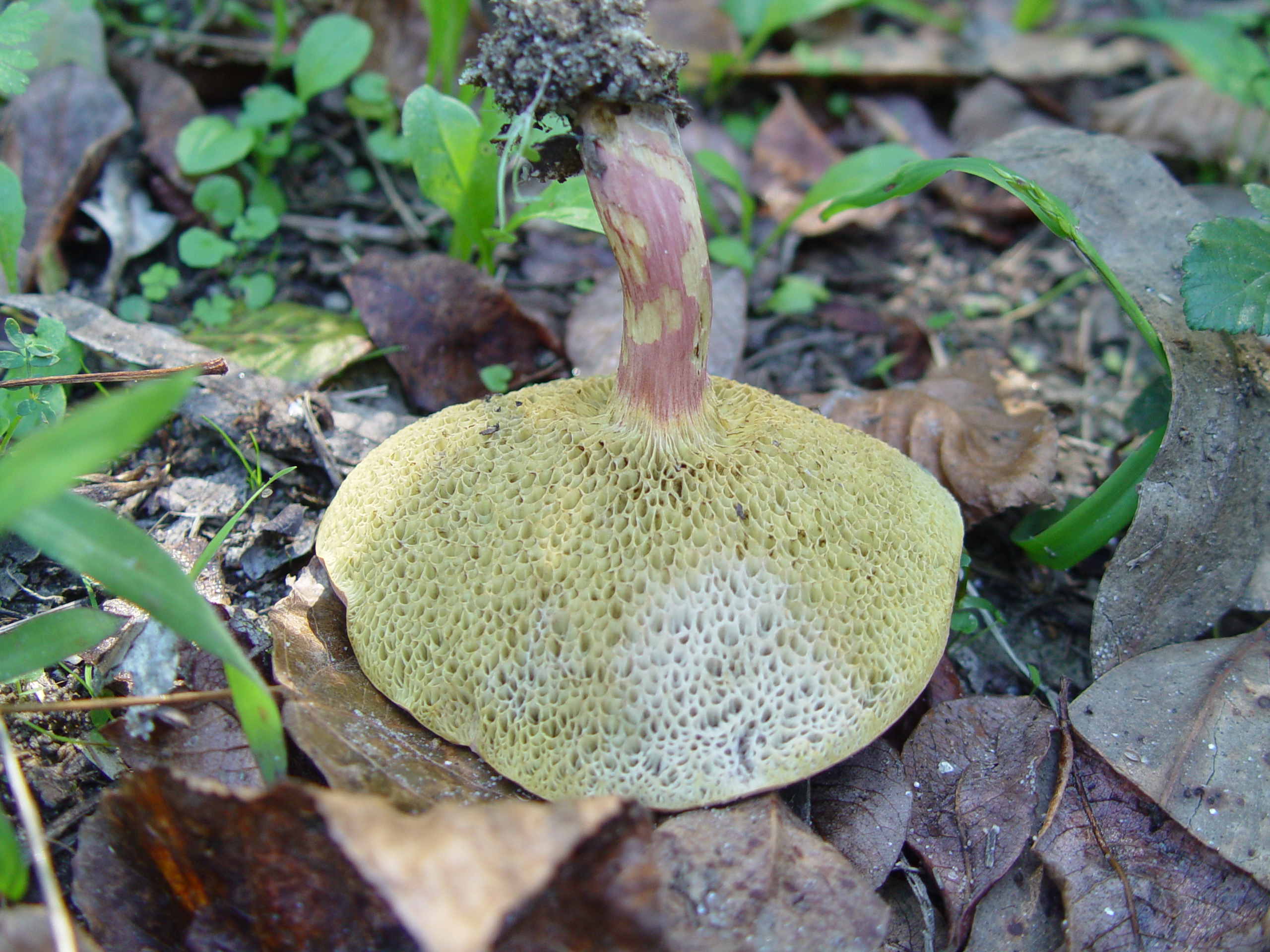
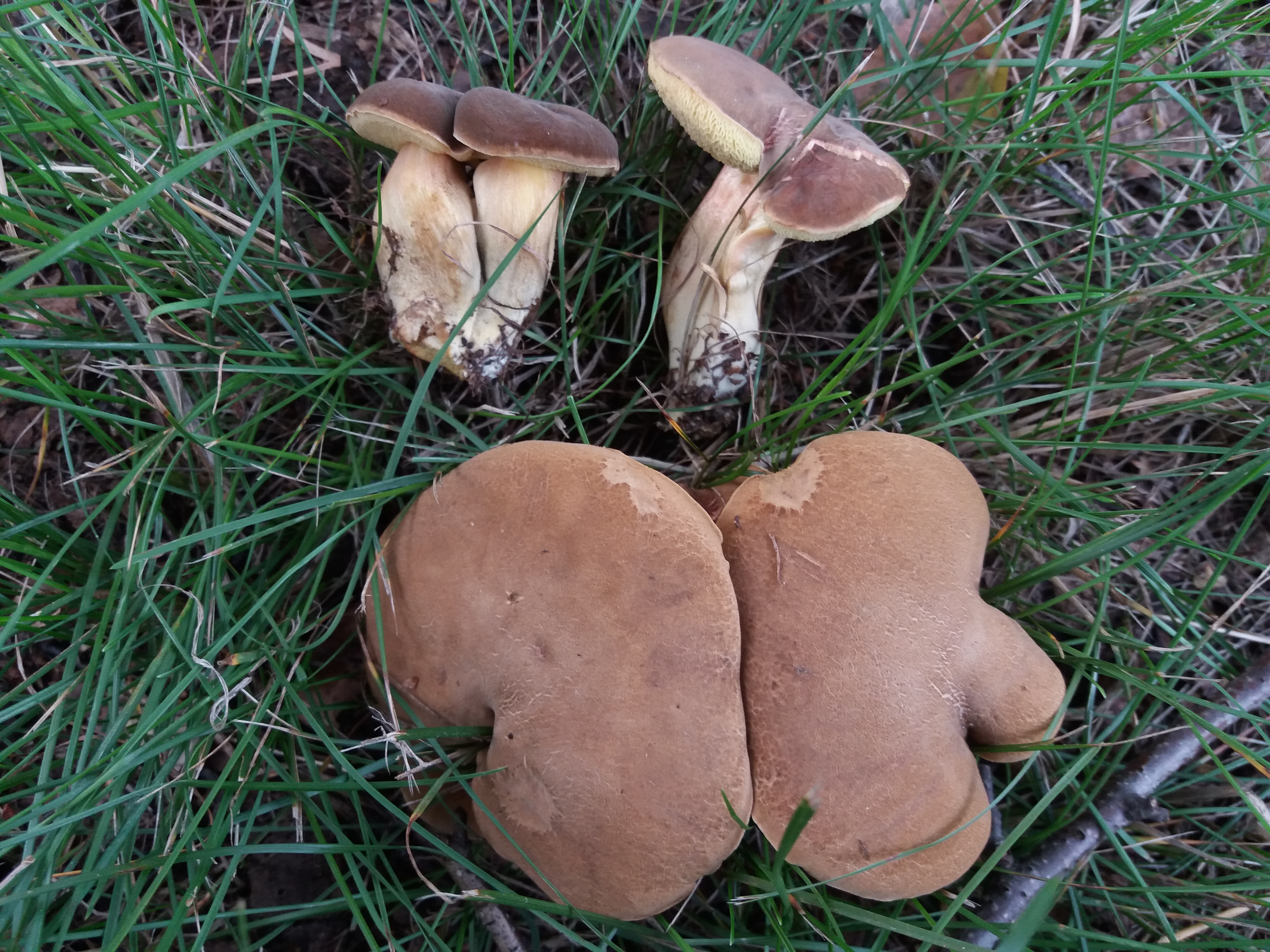

Ehető gomba.   